# Modelowanie dyspersji odorantów
Modelowanie dyspersji odorantów – obliczenia stężenia zapachowego w atmosferze, w otoczeniu źródeł odorantów. W czasie modelowania są wykorzystywane informacje o wielkości emitowanego strumienia zapachowego oraz o warunkach wyrzutu gazów i ich rozprzestrzeniania się (warunki meteorologiczne i topograficzne). Obliczenia są wykonywane w ramach rozpatrywania skarg na nadmierną zapachową uciążliwość istniejących instalacji oraz wniosków o zgodę na uruchomienie zakładów nowych. Wyniki obliczeń są porównywane ze standardami zapachowej jakości powietrza.

## Podstawa prawna
Metoda obliczeń przygruntowych stężeń zanieczyszczeń gazowych, emitowanych ze źródeł punktowych, jest opisana w Rozporządzeniu Ministra Środowiska z dnia 26 stycznia 2010 r. w sprawie wartości odniesienia dla niektórych substancji w powietrzu. Procedura tych obliczeń jest powszechnie stosowana w Polsce od roku 1981 (data wydania Wytycznych Ministerstwa Administracji, Gospodarki Terenami i Ochrony Środowiska). Podstawą obliczeń jest gaussowski model „smugi zanieczyszczeń”, kształtowanej przez wiatr i procesy dyfuzji.

## Gaussowski „model smugi odorantów”

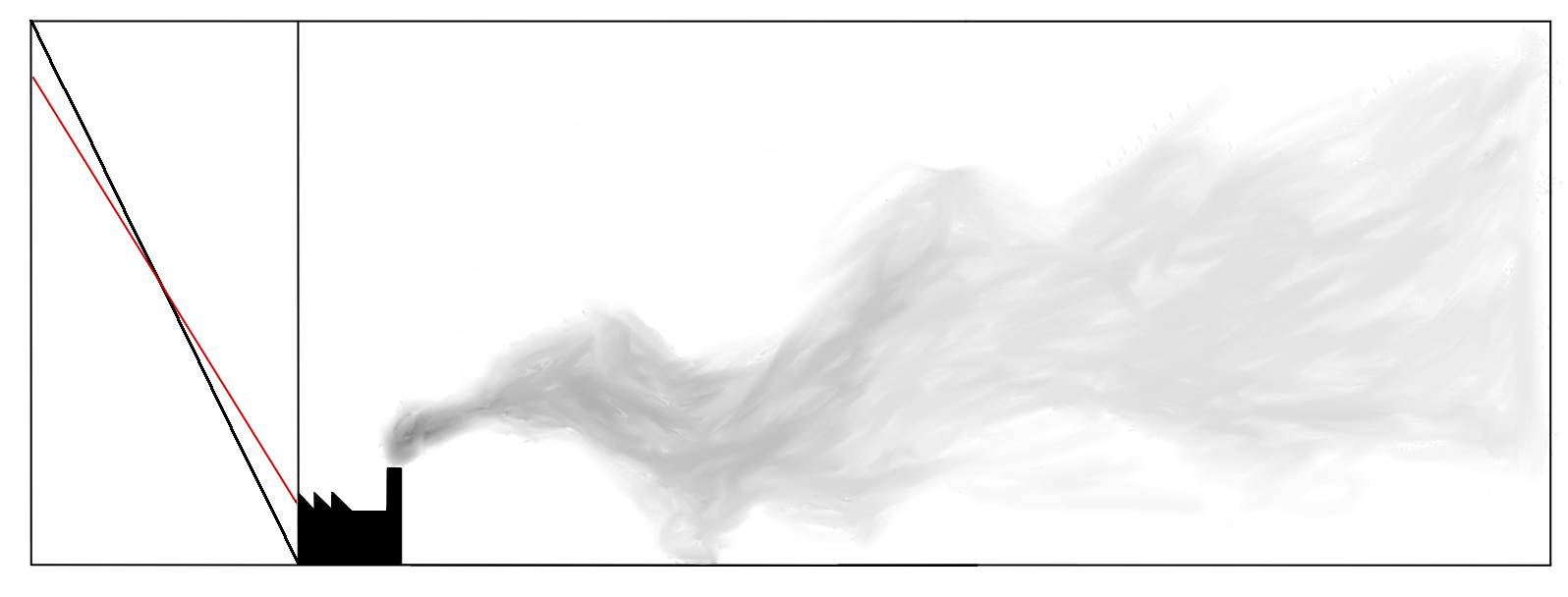
Temperatura (czerwony) spada trochę szybciej, niż „adiabatycznie” (niebieski)

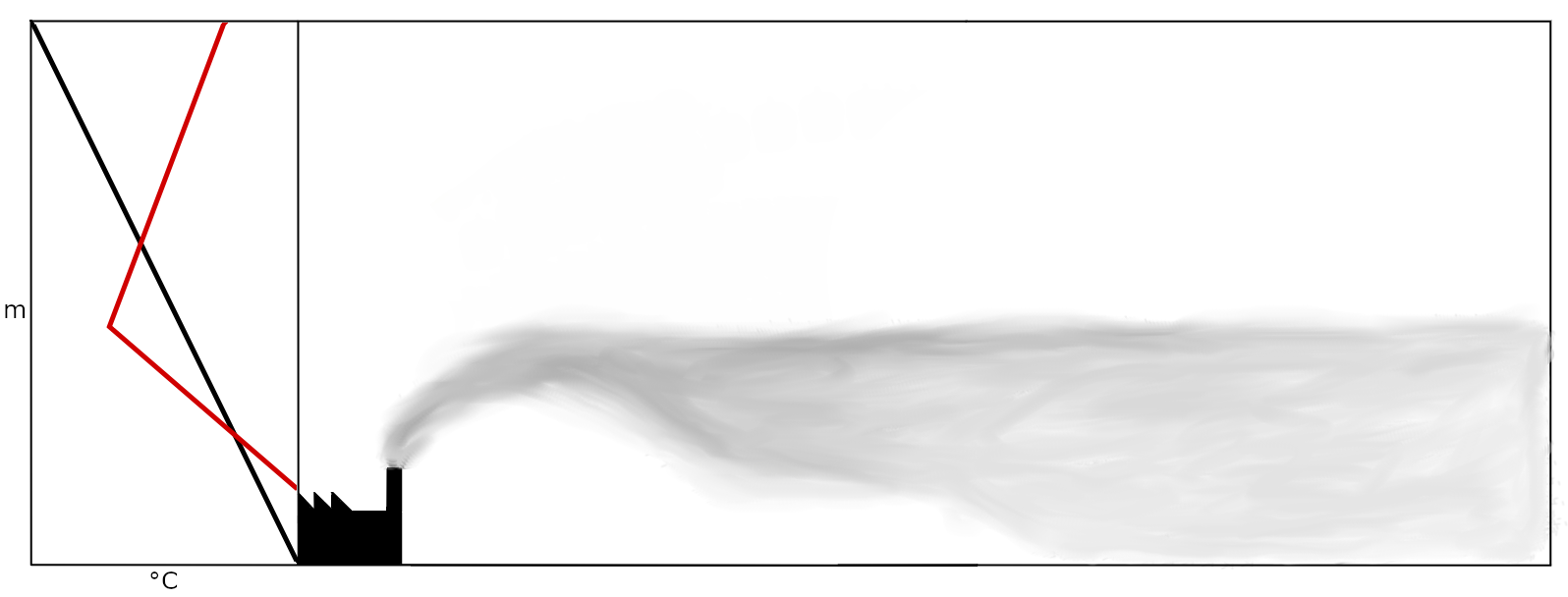
Inwersja temperatury

Smugę odorantów opisuje się tak samo jak smugi wszystkich innych zanieczyszczeń powietrza. Specyficzne dla odorantów są jedynie jednostki miary ilości zanieczyszczenia. Stosowane są europejskie jednostki zapachowe (ouE) zamiast jednostek masy (mg).
Smuga zanieczyszczeń jest obiektem trudnym do modelowania. Jej kształt zależy od wielu czynników topograficznych i meteorologicznych. Stosowany jest model bardzo uproszczony – różniczkowe równanie Pasquille’a, które opisuje zależność stężenia zanieczyszczeń w punkcie P(x,y,z) smugi cod,xyz [ouE/m³] od:
- qod – strumienia zapachowego (emisji zapachowej); [ouE/s]
- ū – średniej prędkości wiatru w warstwie powietrza od z = 0 do z = H; [m/s]
- H – wysokości pozornego punktu emisji; [m] (na rys. – He, wysokość efektywna w x=0)
- m – wykładnika meteorologicznego,
- z0 – parametru aerodynamicznej szorstkości powierzchni, „szorstkość podłoża”; [m],
- σz i σy – współczynników dyfuzji atmosferycznej (zależność σ od m i z0 opisują równania empiryczne).

Zgodnie z przytoczonym rozporządzeniem wysokość pozornego punktu emisji (H) oblicza się jako sumę rzeczywistej wysokości komina (h) i tak zwanego „wyniesienia” (Δh). Stopień wyniesienia gazów ponad komin zależy od ich ciepła właściwego i temperatury, prędkości na wylocie z komina i jego wylotowej średnicy oraz od prędkości wiatru na wysokości wylotu.

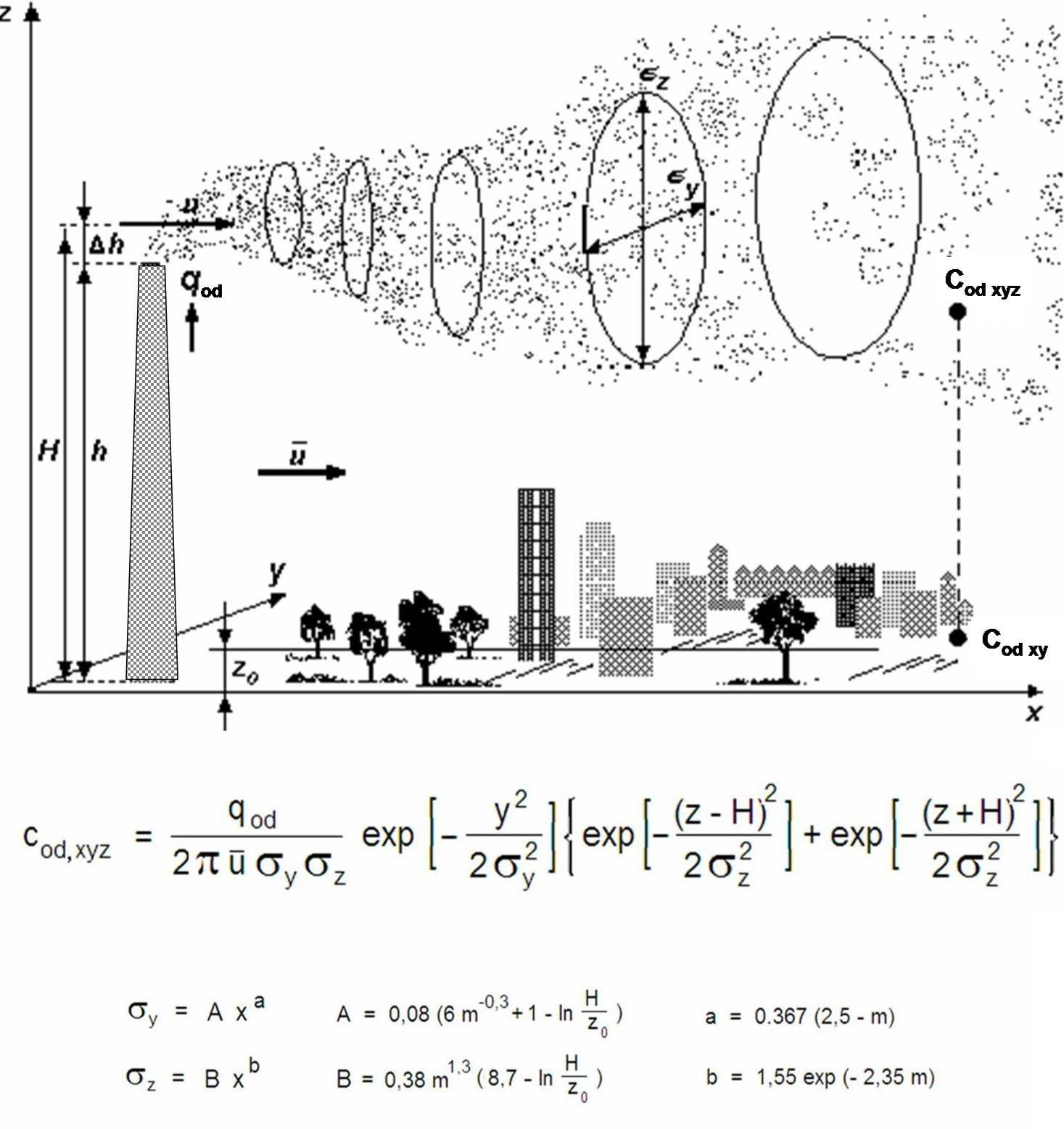
Gaussowski model smugi odorantów ze źródła punktowego emisja q_{od} [ou_{E}/s]}

Parametr aerodynamicznej szorstkości podłoża jest statystyczną wielkością zależną od rodzaju pokrycia terenu (np. krzewy, drzewa, zabudowania). Wzrost szorstkości podłoża powoduje zwiększenie się turbulencji w przemieszczającej się masie powietrza i sprzyja rozpraszaniu zanieczyszczeń (większe współczynniki dyfuzji). W rozporządzeniu ministra zamieszczono zestawienie szacunkowych wartości z0, odniesionych do obszarów zagospodarowanych w różny sposób.
Wykładnik meteorologiczny (m) określa tempo wzrostu prędkości wiatru z wysokością. Przyjmuje się, że spełniana jest zależność:
uh = ua (h / ha)m
gdzie: ua, uh – prędkość wiatru na wysokościach, odpowiednio: ha i h.
Wyodrębniono sześć stanów równowagi atmosfery, którym przypisano następujące wartości wykładnika meteorologicznego:
- m = 0,080 stan 1; równowaga silnie chwiejna,
- m = 0,143 stan 2; równowaga chwiejna,
- m = 0,196 stan 3; równowaga lekko chwiejna,
- m = 0,270 stan 4; równowaga obojętna,
- m = 0,363 stan 5; równowaga lekko stała,
- m = 0,440 stan 6; równowaga stała.

Wyodrębniono też 11 klas prędkości wiatru: ū = 1, 2, 3, ... 11 m/s (dla ū < 1 lub > 11 m/s zakłada się ū = 1 lub 11 m/s).

## Wyniki obliczeń

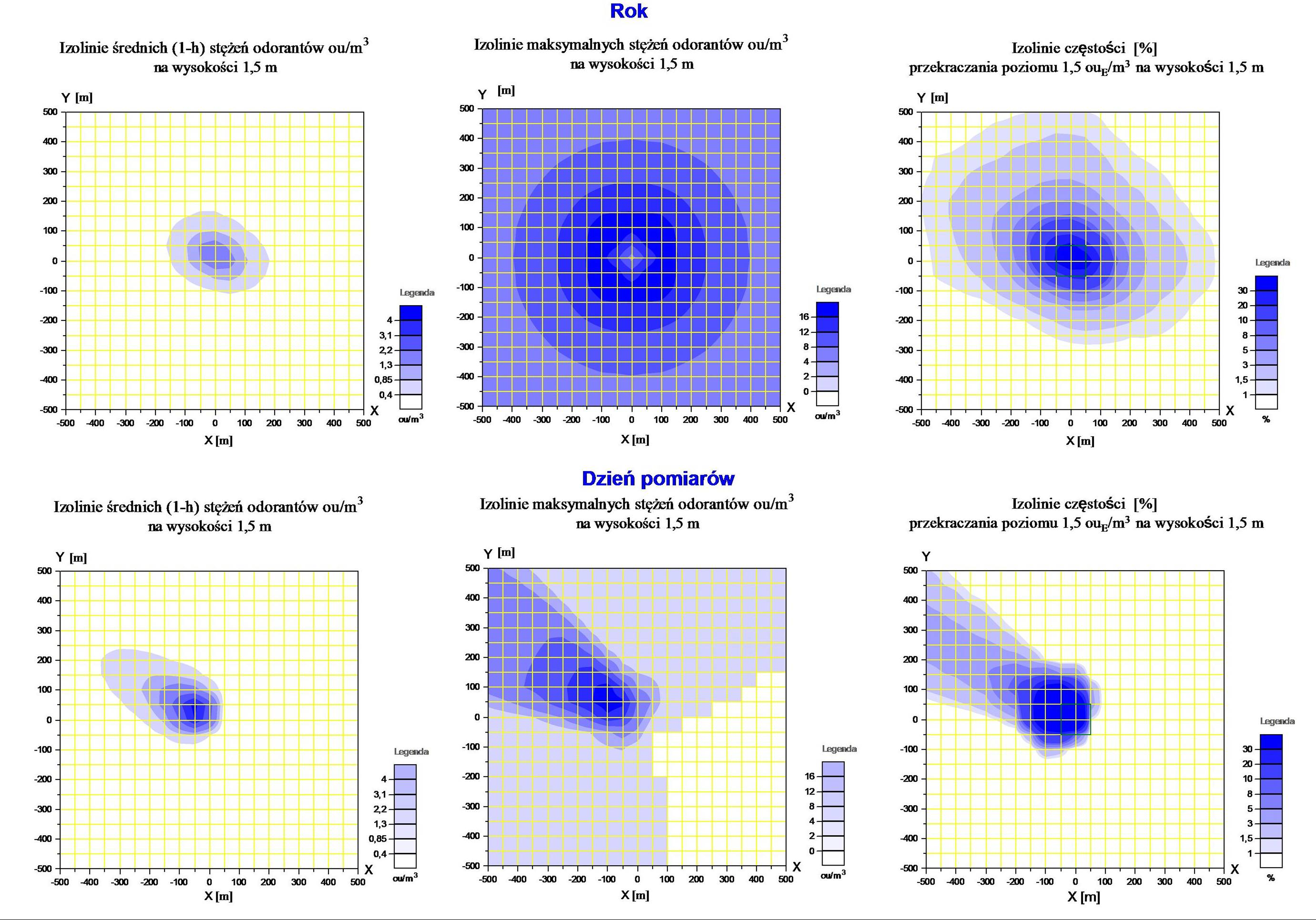
Przykłady wyników modelowania, dotyczących skali roku (np. prognoza uciążliwości projektowanego zakładu) lub skali krótszej (np. doba – sprawdzanie poprawności przewidywań, dotyczących już istniejącego źródła). Uciążliwość zapachowa odpowiadająca częstości 2–3% jest zwykle akceptowana.

Zgromadzenie informacji o wielkości emisji zapachowej, parametrach wyrzutu gazu, „szorstkości podłoża”, prędkości wiatru i stanie równowagi atmosfery pozwala oszacować stężenie zapachowe cod,xyz w każdym punkcie smugi (x,y,z). Wynik obliczeń odpowiada średniej wartości rzeczywistej, odniesionej do 60 minut (średnia sześćdziesięciominutowa, cod,60).
Podczas obliczeń dotyczących roku lub sezonu, uwzględnia się zmienność warunków meteorologicznych. Obliczenia stężenia, występującego w węzłach otaczającej emitor siatki obliczeniowej, są wykonywane dla wszystkich sytuacji meteorologicznych (36 kombinacji parametrów m i ū), po czym uwzględniane jest prawdopodobieństwo występowania każdej z tych sytuacji w skali roku. Odpowiednie róże wiatrów (uwzględniające prawdopodobieństwo występowania różnych stanów równowagi atmosfery) są opracowywane przez Instytut Meteorologii i Gospodarki Wodnej na podstawie wieloletniej statystyki danych zgromadzonych przez odpowiednie stacje meteorologiczne.
Pozwala to wyznaczyć – dla każdego punktu otoczenia:
- stężenia średnie i maksymalne w skali roku,
- wartości stężenia, które nie są w tym punkcie przekraczane częściej niż np. przez 2% godzin roku (obliczenia można wykonać dla innych założonych częstości).

Interpretując wyniki obliczeń pod kątem potencjalnej uciążliwości instalacji dla mieszkańców otoczenia, można obliczyć prawdopodobieństwo występowania sytuacji, w których zapach może być rozpoznawalny, słaby, wyraźny lub mocny.

(zob. też: standardy zapachowej jakości powietrza).

## Inne modele dyspersji
Poza wymienionymi gaussowskimi modelami smugi są stosowane modele bardziej złożone, umożliwiające modelowanie rozprzestrzeniania się zanieczyszczeń np. w terenach górzystych lub na obszarach zabudowy miejskiej.
Do nich należą:
- gaussowskie (lagranżowskie) modele obłoków
- lagranżowskie modele ruchu pseudocząstek (metoda Monte Carlo, zob. też analiza wędrowna i lokalna),
- siatkowe modele eulerowskie (zob. metoda Eulera)[5][6]
- modele receptorowe

Zostały opisane m.in. w wytycznych Ministerstwa Środowiska z r. 2003.

### Przykład modelu eulerowskiego
Wyniki przykładowych obliczeń przedstawiono w formie animacji. Obrazują one rozwiązanie równania transportu masy metodą elementów skończonych. Model należy do grupy modeli eulerowskich z domknięciem pierwszego rzędu. Rozwiązanie niestacjonarne z konwekcją prowadzone jest w układzie trójwymiarowym.
Przedstawiono sytuację w otoczeniu dwóch emitorów. Początkowe stężenie zanieczyszczenia jest równe zero (niebieskie tło). Po włączeniu pierwszego emitora można zaobserwować zmianę kształtu smugi zanieczyszczeń (pole pomarańczowe o nasyceniu barwy skorelowanym ze stężeniem zanieczyszczenia); ta zmiana jest spowodowana przez wysoki budynek, znajdujący się na drodze strugi. Opisując przykładową sytuację założono, że drugi emitor jest włączany po pewnym czasie, a równocześnie ulega zmianie kierunek wiatru (z zachodniego na południowo-zachodni).

Pole stężenia zanieczyszczenia na powierzchni ziemi

Pole stężenia zanieczyszczenia w płaszczyźnie prostopadłej do powierzchni ziemi w odległości ok. 1 km od źródła zanieczyszczeń